# Tall Achdar
Tall Achdar (arab. تل أخضر) – miejscowość w Syrii, w muhafazie Aleppo. W 2004 roku liczyła 1037 mieszkańców.